# Naftali Herz Tur-Sinai
Naftali Herz Tur-Sinai (hebräisch נפתלי הרץ טור-סיני‎; „Fels des Sinai“; geboren am 13. November 1886 als Harry Torczyner in Lemberg, Österreich-Ungarn, als Sohn des aus Brody stammenden Kaufmanns und hebräischen Schriftstellers Isaac Eisig Torczyner; gestorben am 17. Oktober 1973 in Jerusalem) war ein bedeutender israelischer Semitist und Bibelexeget. Er ist der Schöpfer einer deutschsprachigen Übersetzung der Hebräischen Bibel.

## Leben und Werk
Mit sechs Jahren kam Harry Torczyner nach Wien, wo sich sein Vater einer zionistischen Gruppe anschloss, ging dort zur Schule und studierte von 1905 bis 1909 Philologie an der Universität Wien. Er schloss sein Studium mit der Promotion ab. Zugleich besuchte Torczyner die Israelitisch-Theologische Lehranstalt des Rabbinats in Wien. Nach einem kurzen Studienaufenthalt in Berlin, wo er Assyriologie, u. a. bei Friedrich Delitzsch, studierte, wurde Torczyner Lehrer am von ihm mitbegründeten hebräischen Gymnasium in Jerusalem (1910–1912). 1910 lernte er dort Eliezer Ben-Jehuda, den wichtigsten Begründer der modernhebräischen Sprache, kennen, der ihn bald an seiner Arbeit beteiligte. Er wirkte als Privatdozent für semitische Sprachen an der Wiener Universität (1912–1919) und als Direktor des von ihm mitbegründeten hebräischen Pädagogiums in Wien (1918).
Von 1919 bis 1933 war Torczyner Dozent für Bibelwissenschaft und Semitische Philologie an der Hochschule für die Wissenschaft des Judentums in Berlin. Ab Juni 1923, beginnend mit dem Heft 1 (Nissan bis Siwan 5683), gab die Hochschule die weltweit erste hebräischsprachige wissenschaftliche Zeitschrift heraus, דְּבִיר: מְאַסֵּף עִתִּי לְחָכְמַת יִשְׂרָאֵל (Dvīr: Mə'assef ʿittī lə-Chochmat Jisra'el, deutsch ‚Dvir: Periodische Sammlung zur Weisheit Israels‘ [d. h. zur Wissenschaft des Judentums]), den Torczyner und seine Kollegen Ismar Elbogen und Jakob Nachum Epstein redigierten und in Chaim Nachman Bialiks Berliner Verlag Dwir in Kooperation mit dem Jüdischen Verlag veröffentlichten. In der Berliner Zeit entstand die erste Auflage seiner Übersetzung der Hebräischen Bibel.
Von 1933 bis zu seinem Lebensende wirkte Torczyner, ab 1948 unter dem Namen Tur-Sinai, an der Hebräischen Universität Jerusalem. Als Professor für Hebräisch galt er nach Gründung des Staates Israel (1948) als einer der besten Kenner der hebräischen Sprache in Israel. Er legte die Grundlagen für das Deutsch-Hebräische Wörterbuch (1927 Berlin, zusammen mit Simeon Menachem Laser; 15. Auflage Tel Aviv 1967) und übersetzte wichtige Schriften Achad Ha'ams ins Deutsche.
1959 war Tur-Sinai Gründungsmitglied der Israelischen Akademie der Wissenschaften.
Naftali Herz Torczyner war seit 1927 verheiratet mit Malka Silberstein und hatte zwei Kinder. Mit ihm ging die Epoche der Gründerväter, für die die Wiederbelebung der hebräischen Sprache eine lebenslange Aufgabe war, zu Ende.

## Bibelübersetzung
Tur-Sinais Bibelübersetzung verfolgt den sogenannten strukturtreuen Ansatz. Die Bücher sind gemäß der Reihenfolge der hebräischen Heiligen Schrift angeordnet. Als Kenner des Talmuds ließ sich Tur-Sinai bei der Übersetzung bewusst von traditionellen jüdischen Auslegungen leiten. Daraus ergeben sich für an christliche Übersetzungen gewohnte Leser teilweise überraschende Lesarten. Tur-Sinai kommentiert diese Lesarten und begründet auch andere Übersetzungsentscheidungen im Anhang der Druckausgabe.
Leseprobe 1 Mose 4,6–7:
Da sprach der Ewige zu Kain: „Warum verdrießt es dich, Warum ist dein Angesicht gesenkt? Ob du das bessre Teil erhältst, ob nicht das bessre – zur Tür hin, Sünde, kauernd (oder: „zum Ausverkauf am Weizen kauernd“), muss doch zu dir sein Hunger, und du wirst ihn beherrschen.“
Tur-Sinais Kommentar (gekürzt):
„In der Anrede Gottes an Kain, hält die Übersetzung zwei Möglichkeiten offen, die sich schon in den Ansichten der talmudischen Autoritäten Rab und Schemuel widerspiegeln […], dass hattat hier nicht Sünde, sondern […] Getreide bezeichnet, und erst diese Erkenntnis ermöglicht es, die so viel missverstandene Stelle in ihrem Sinn zu erkennen. Hier tröstet […] Gott Kain für den Verlust des Erstgeburtsrechts [… damit], dass sein Bruder […] zur Zeit der Hungersnot zu ihm […] wird kommen müssen.“

## Weitere Werke/Ausgaben
- Entstehung des semitischen Sprachtypus. Ein Beitrag zum Problem der Entstehung der Sprache. Loewit, Wien 1916.
- Hiob, 1920
- Die Bundeslade und die Anfänge der Religion Israels, 1922
- Mitarbeit beim Jüdischen Lexikon, 1927–1930
- Mitherausgeber der großen Encyclopedia Judaica (1927 ff; 1934 bei Band 10, „L“, abgebrochen)
- Bibelübersetzung 1935 ff.
- Die Heilige Schrift. Ins Deutsche übertragen von Naftali Herz Tur-Sinai; Holzgerlingen: Hänssler, 1993; ISBN 3-7751-2040-8

## Auszeichnungen
- Bialik-Preis (1940)
- Israel-Preis (1956)
- Yakir Yerushalayim (1967)